# Les Conquérants du Pliocène
Les Conquérants du Pliocène (titre original : The Many-Colored Land) est la seconde moitié du roman de science-fiction de la romancière américaine Julian May publié en 1981. Le roman a obtenu le prix Locus du meilleur roman de science-fiction 1982.
Ce roman fait partie d'une série de quatre volumes appelée La Saga des exilés, dont seulement les deux premiers ont été traduits en français.

## Éditions
- The Many-Colored Land, Houghton Mifflin Harcourt, mars 1981, 415 p.  (ISBN 0395302307)
- Les Conquérants du pliocène, Temps futurs, coll. « Space-fiction », no 15, octobre 1983, trad. Michel Demuth, 242 p.  (ISBN 2866070445)
- Les Conquérants du pliocène, , J'ai lu, coll. « Fantasy », no 4729, janvier 1998, trad. Michel Demuth, 320 p.  (ISBN 2290047295)